# Dieulefit
Dieulefit este o comună în departamentul Drôme din sud-estul Franței. În 2009 avea o populație de 3.028 de locuitori.

## Evoluția populației
| An        | 1975  | 1982  | 1990  | 1999  | 2006  | 2009  |
| --------- | ----- | ----- | ----- | ----- | ----- | ----- |
| Populație | 2.632 | 2.666 | 2.924 | 3.096 | 3.207 | 3.028 |